# Dona Eusébia
Dona Eusébia est une municipalité brésilienne de l'État du Minas Gerais et la microrégion de Cataguases.